# Yes, Virginia...
Yes, Virginia... è il secondo album del duo statunitense The Dresden Dolls, pubblicato nell'aprile 2006 e registrato durante l'autunno 2005.

## Tracce
Tutte le canzoni sono state scritte da Amanda Palmer.
1. "Sex Changes" - 4.11
2. "Backstabber" - 4.11
3. "Modern Moonlight" - 4.45
4. "My Alcoholic Friends" - 2.47
5. "Delilah" - 6.54
6. "Dirty Business" - 3.36
7. "First Orgasm" - 3.49
8. "Mrs. O." - 4.40
9. "Shores Of California" - 3.35
10. "Necessary Evil" - 2.54
11. "Mandy Goes To Med School" - 4.39
12. "Me & the Minibar" - 4.35
13. "Sing" - 4.40

## Bonus Track
L'edizione giapponese include due bonus track: "Two-Headed Boy" e "Lonesome Organist Rapes Page-Turner".

## Formazione
- Amanda Palmer - voce, piano, organo e Mellotron
- Brian Viglione - batteria, voce, basso e chitarra